# 約瑟夫·L·沃爾什
約瑟夫·倫納德·沃爾什（英語：Joseph Leonard Walsh，1895年9月21日—1973年12月6日）是一名美國數學家，主要從事分析領域的工作。沃爾什函數和沃爾什-阿達馬代碼以他的名字命名。葛莉絲-沃爾什-塞格定理在研究多元多項式的零點位置上具有重要意義。
他於1936年成為美國國家科學院院士，並於1949年至1951年間擔任美國數學學會主席。他總共發表了279篇文章（研究及其他）和7本專著，並指導了31名博士生。
他職業生涯的大部分時間都在哈佛大學學習和工作。他於1916年獲得學士學位，1920年獲得博士學位。他的博士生導師是馬克西姆·博謝。之後，沃爾什開始在哈佛大學擔任講師，並於1935年成為正教授。他是1920年在斯特拉斯堡舉行的國際數學家大會特邀演講者。他曾兩次獲得獎學金，前往巴黎師從保羅·蒙泰爾和慕尼黑師從康斯坦丁·卡拉西奧多里。1937年至1942年，他在哈佛大學擔任系主任。第二次世界大戰期間，他在美國海軍服役，戰爭結束後立即晉升為海軍上校。1966年從哈佛大學退休後，他在馬里蘭大學任職，一直工作到去世前幾個月。

## 外部連結
- 約翰·J·奧康納; 埃德蒙·F·羅伯遜, ,  （英语）
- 約瑟夫·L·沃爾什在數學譜系計畫的資料。
- Morris Marden :  Joseph L. Walsh in Memoriam. Bulletin of the American Mathematical Society, Volume 81, issue 1, January 1975
- (PDF). J. Approx. Theory. 1972, 5: xvii–xxviii  [2024-07-10]. doi:10.1016/0021-9045(72)90025-1 . （原始内容存档 (PDF)于2022-12-29）.